# Weronika Rosati
Pour les articles homonymes, voir Rosati (homonymie).
Weronika Anna Rosati (née le 9 janvier 1984) à Varsovie est une actrice polonaise.

## Biographie
Elle a fait ses débuts d'actrice en 2000 et a d'abord été reconnue en jouant Ania dans le feuilleton polonais M jak miłość (2002–2005, 2018–2020). Elle est apparue dans plusieurs autres séries télévisées polonaises, avant d'acquérir son premier rôle dans un long métrage dans le drame d'action Pitbull (en) (2005) de Patryk Vega, qui est devenu un film culte en Pologne. Ses films les plus acclamés par la critique incluent Obława (en) (2012), qui lui a valu une nomination au Polskie Nagrody Filmowe de l'Aigle de la meilleure actrice, et Le Masseur (2020).
Rosati a lancé sa carrière internationale avec un petit rôle non crédité dans le film Inland Empire (2006) de David Lynch. Depuis, elle a joué de nombreux rôles mineurs dans des films en anglais, notamment The Iceman (2012), Du plomb dans la tête (2012) et USS Indianapolis: Men of Courage (2016), et a fait des apparitions à la télévision. Elle a eu un rôle récurrent dans la série télévisée originale Luck (2012). Dans son pays natal, elle a joué dans les films Obce ciało (2014) et Porady na zdrady (2017), et à la télévision dans Majka (2009-2010), Czas honoru (en) (2010), Hotel 52 (2013), Strażacy (2015-2016) et Zawsze warto (2019-2020).
En plus de sa carrière d'actrice, elle est notable pour défendre les victimes de violence familiale.
Elle est la fille de l'homme politique Dariusz Rosati.